# Египетски цепнатомуцунест прилеп
Египетският цепнатомуцунест прилеп (Nycteris thebaica) е вид прилеп от семейство Nycteridae. Видът не е застрашен от изчезване.

## Разпространение и местообитание
Разпространен е в Ангола, Бенин, Ботсвана, Буркина Фасо, Бурунди, Гамбия, Гана, Гвинея, Гвинея-Бисау, Демократична република Конго, Джибути, Египет, Еритрея, Етиопия, Замбия, Зимбабве, Йемен, Израел, Йордания, Камерун, Кения, Кот д'Ивоар, Либия, Малави, Мали, Мароко, Мозамбик, Намибия, Нигер, Нигерия, Палестина, Руанда, Саудитска Арабия, Свазиленд, Сенегал, Сиера Леоне, Сомалия, Танзания, Того, Уганда, Централноафриканска република, Чад, Южен Судан и Южна Африка.
Обитава скалисти райони, гористи местности, пустинни области, места със суха почва, влажни места, планини, възвишения, пещери, долини, ливади, храсталаци и савани в райони с тропически, умерен и субтропичен климат, при средна месечна температура около 22,6 градуса.

## Описание
На дължина достигат до 5,3 cm, а теглото им е около 9,2 g.